# Ivan Lizatović
Ivan Lizatović (Zagabria, 22 novembre 1988) è un lottatore croato, fino al 1991 jugoslavo, specializzato nella lotta greco-romana.

## Biografia
È nato a Zagabria, all'epoca in Repubblica Socialista di Croazia, parte della Jugoslavia.
È stato allenato da Marko Idojtic dal 1998 al 2010 e in seguito da Davor Jakubek.
Ha vinto la medaglia di bronzo agli europei di Novi Sad 2017 nel torneo della categoria fino a 59 chilogrammi.
Ai Giochi del Mediterraneo di Tarragona 2018 ha vinto il bronzo nella categoria 60 chilogrammi.
Ai mondiali di Nur-Sultan 2019 è stato eliminiato ai quarti di finale da Mirambek Ainagulov. Nei turni precedenti aveva vinto agli ottavi Jacopo Sandron e ai sedicesimi Haydar Haydarov.

## Palmarès
- Europei

Novi Sad 2017: bronzo nella lotta greco-romana 59 kg.
- Giochi del Mediterraneo

Tarragona 2018: bronzo nella lotta greco romana 60 kg.